# Дипр, Никола
Никола Дипр (фр. Nicolas Dipre; известен по документам с 1495 по 1532 год) — французский художник авиньонской школы.

## Биография

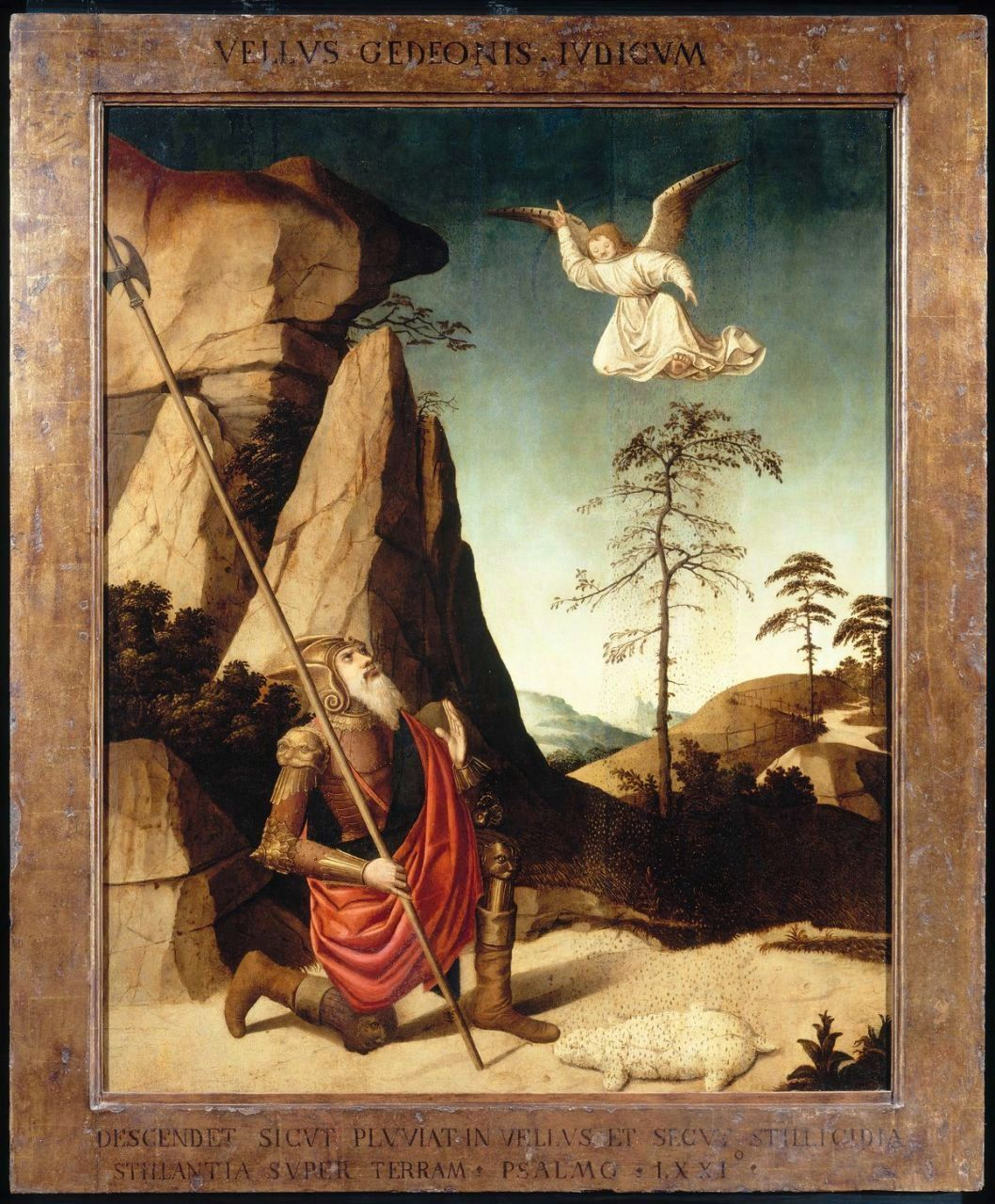
Никола Дипр. Руно Гедеона. ок. 1500 г. Авиньон, Пти Пале

Среди авиньонских художников конца XV — начала XVI века имя Никола Дипра принадлежит к самым известным. Предполагается, что Никола имеет отношение к французской художественной династии выходцев из Ипра или Амьена (иногда его фамилию пишут d’Ypre, то есть «из Ипра»). Если это так, то его дедом был Андре д’Ипр, художник, о котором сохранились записи в документах города Амьен с 1435 по 1444 год, а отцом — художник Никола Дипр-старший (известен по документам с 1464 по 1508 год), который работал в Париже, в документах фигурирует под именем Колин д'Амьен, и известен, в частности, тем, что в 1481 году был привлечен для оформительских работ гробницы Людовика XI. Интересно, что Никола Дипра (младшего) в документах именуют «parisianus» (то есть парижанин).

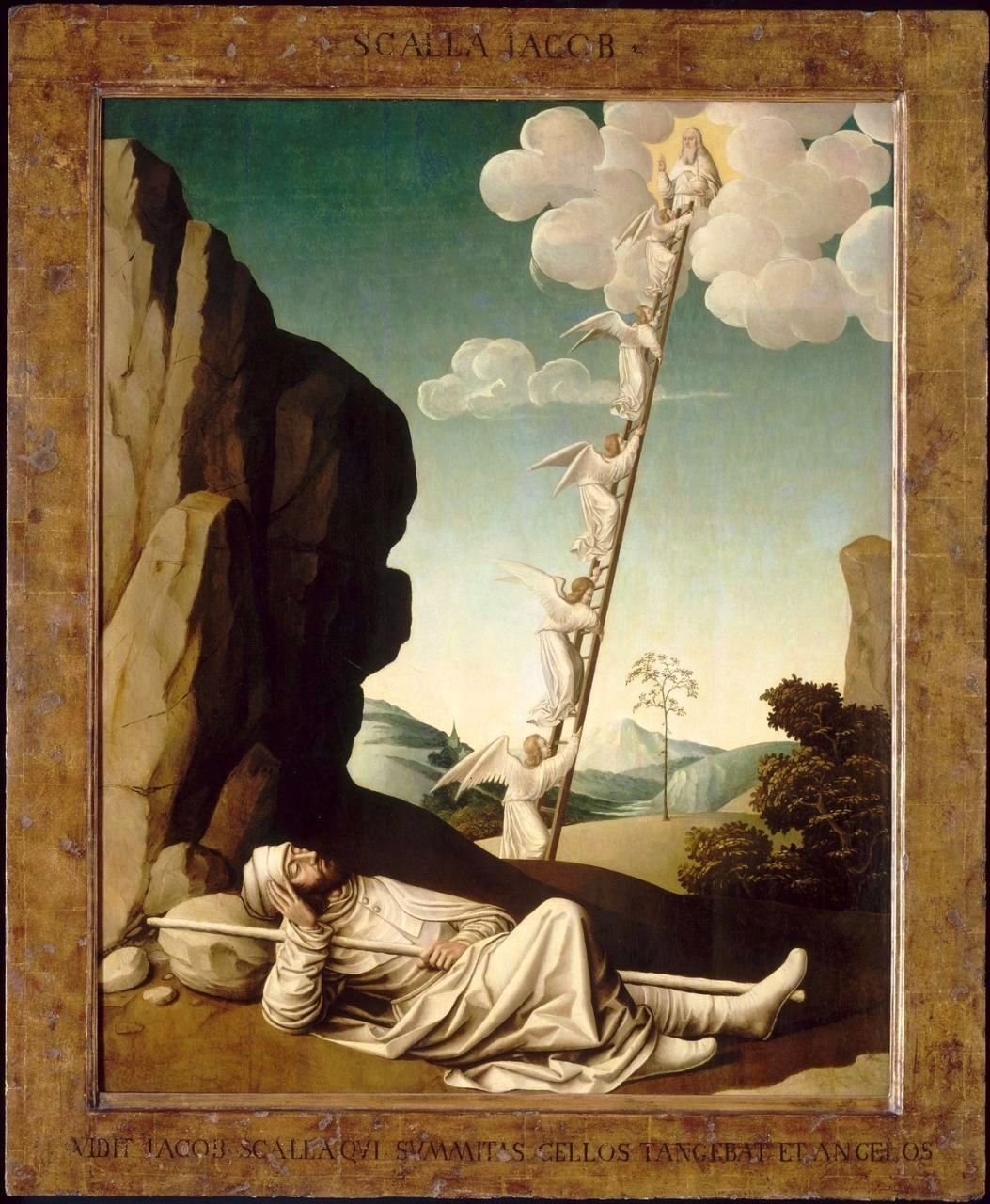
Никола Дипр. Сон Иакова. ок. 1500 г. Авиньон, Пти Пале

Сведения о Никола Дипре немногочисленны. Известно, что с 1495 года, когда он впервые упоминается в документах, Никола жил и работал в Авиньоне, в 1508 году женился на дочери столяра Жана Бигля, совместно с которым исполнял заказы на изготовление алтарей, и имел множество заказов на картины, подавляющее большинство из которых не сохранилось. Произведения Никола Дипра, дошедшие до наших дней, столь же немногочисленны, как сведения о его жизни. Их так мало, что невозможна ясная реконструкция его творчества, в связи с чем некоторые его работы датируются крайне неопределенно, с разбросом в 25 лет. В первую очередь следует назвать несколько «Сцен из жизни Марии» — фрагментов пределлы несуществующего ныне алтаря, из которых три («Рождество Марии», «Введение Марии во храм» и «Встреча Иоахима и Анны») хранятся в Лувре, Париж; далее по одному: «Распятие» (Детройт, Институт искусств), «Рождество» (Сан-Франциско, Музей изящных искусств), «Поклонение волхвов» (Гард, Музей религиозного искусства) и «Обручение Марии» (Коллекция Кресса).

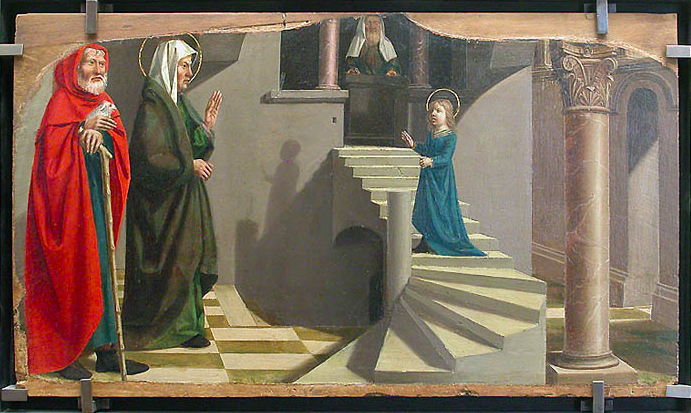
Никола Дипр. Введение во храм. ок. 1500 г. Париж, Лувр.

«Сцены из жизни Марии» приписал кисти Никола Дипра известный исследователь провансальской живописи Шарль Стерлинг, найдя в них общие черты с «Алтарем св. Анны», который в 1499 году Никола Дипр написал для братства Консепсьон де ла Вьерж в церкви Сен-Сифрен города Карпантра. Одно из наиболее известных его произведений, «Встреча у золотых ворот» (1499), хранится в музее Комтаден Дюплесси в этом же городе. Но самыми интересными следует признать две его работы из музея Пти Пале в Авиньоне: «Сон Иакова» и «Руно Гедеона», которые представляют собой две стороны одного алтаря. Это довольно редкие для живописи библейские сюжеты. «Сон Иакова» воплощает фантазию, приснившуюся патриарху народа израильского Иакову, когда тот прилёг отдохнуть возле дороги, и увидел во сне лестницу, соединяющую землю с небесами, по которой перемещались ангелы. Его сон символизировал воплощение завета Авраама о восстановлении мира и общности между Небом и Землей. «Руно Гедеона» иллюстрирует ветхозаветную историю о Гедеоне, которого народ израильский призвал стать для него судьей, но сомневавшийся Гедеон прежде спросил согласия божьего: если Господь одобряет, пусть ночью намочит росой овечью шкуру, а землю оставит сухой. Господь исполнил просьбу Гедеона.
Никола Дипр был одним из последних крупных мастеров угасавшей в начале XVI века авиньонской школы живописи.